# Acranthera strigosa
Acranthera strigosa är en måreväxtart som beskrevs av Theodoric Valeton. Acranthera strigosa ingår i släktet Acranthera och familjen måreväxter. Inga underarter finns listade i Catalogue of Life.